# Apollonia (albedo)
Apollonia  è una caratteristica di albedo della superficie di Mercurio.